# Барнс Волліс
Ба́рнс Не́вілл Во́лліс (англ. Barnes Neville Wallis; 26 вересня 1887 — 30 жовтня 1979) — англійський науковець, інженер і винахідник, командор Ордена Британської імперії, член Лондонського королівського товариства (1945). Став відомим як творець спеціалізованих авіаційних бомб — стрибучої бомби, призначеної для руйнування гребель гідроелектростанцій, та сейсмічних бомб «Tallboy» і «Grand Slam».

## Кар'єра
Барнс Волліс народився у місті Ріплі, графство Дербішир, 26 вересня 1887 року і здобув освіту у приватній школі «Christ's Hospital» у Горшемі. У 17 років він покинув школу і в січні 1905 року став працювати у компанії «Thames Engineering Works» в Блекгіті. Через деякий час він перейшов у суднобудівну компанію «J Samuel White's». Незважаючи на те, що він розпочав кар'єру як інженер-суднобудівник, у 1913 році він пішов з «J Samuel White's» для того, щоб працювати в авіаційній галузі. Він працював у компанії «Vickers» та її наступниках, включаючи «British Aircraft Corporation», аж до виходу на пенсію у 1971 році.

### Участь у проєктуванні літальних апаратів

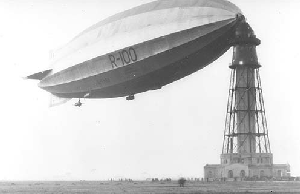
Дирижабль «R100» у Монреалі (1930)

Його досягнення в авіаційній інженерії включають перше застосування геодетичних просторових конструкцій при розробці каркаса газового балона свого часу найбільшого дирижабля із жорстким корпусом «R100». Особливістю такої побудови було те, що навантаження в архітектурній конструкції літального апарата сприймають елементи, які розташовані уздовж геодезичних ліній (найкоротших ліній, що з'єднують дві точки на поверхні округлого тіла).

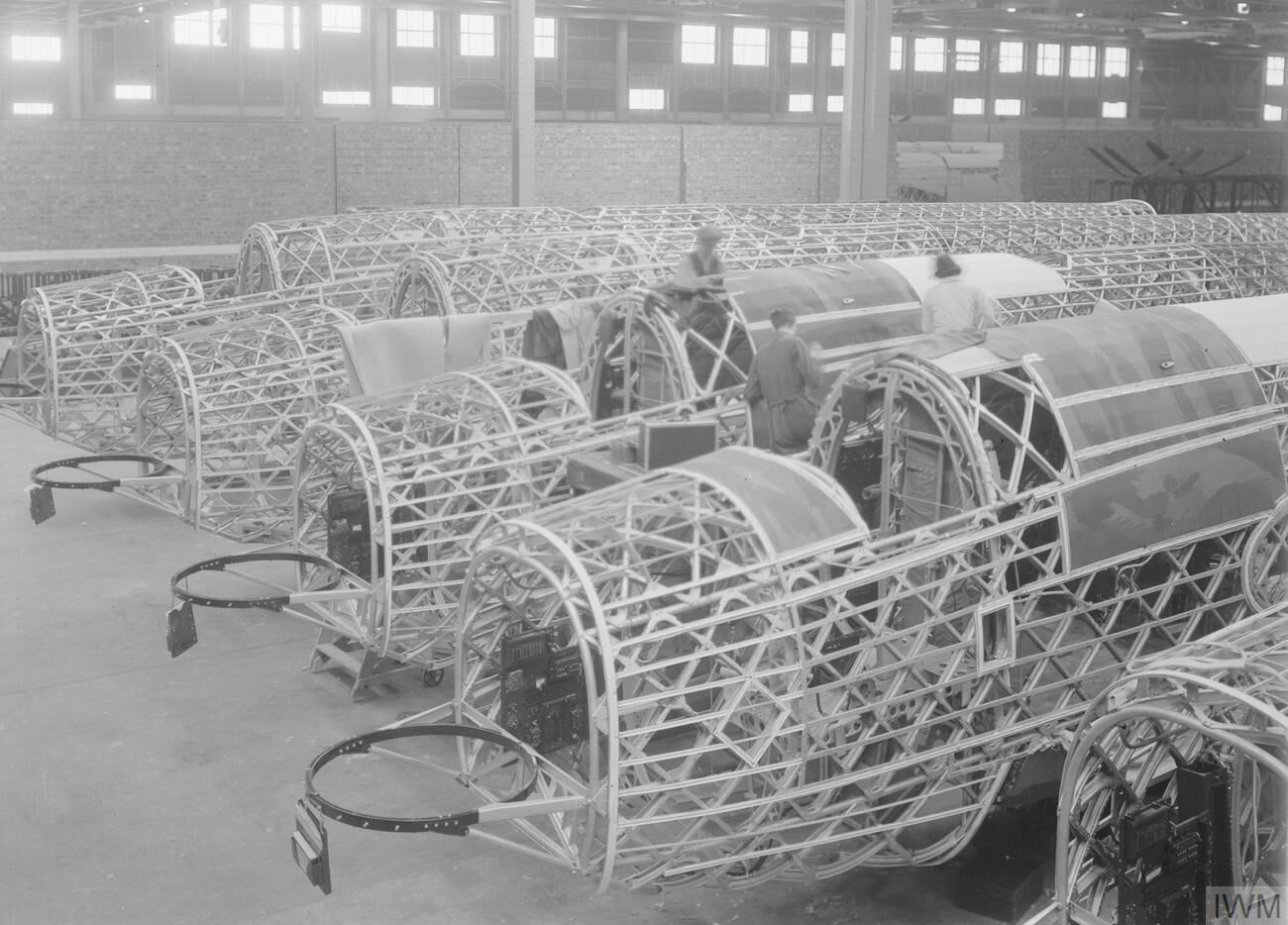
Виготовлення бомбардувальників «Vickers Wellington». На світлині добре видна геодетична конструкція літаків

Він також вперше використав легкосплавні елементи в конструкції «R100». Незважаючи на успішний трансатлантичний переліт до Канади і назад у 1930-му, вже наступного року «R100» був відправлений на злам після катастрофи однотипного дирижабля «R101» (розробленого та побудованого самостійною групою інженерів за державним замовленням). Після катастрофи «Гінденбурга» у 1937 році дирижаблі перестали використовуватись для пасажирських перевезень.
Після того, як компанія «Vickers» втратила інтерес до виробництва дирижаблів, Барнс Волліс був переведений до літакобудівного підрозділу. Серед його довоєнних робіт — бомбардувальники «Vickers Wellesley» та «Vickers Wellington», при проєктуванні фюзеляжу та крил яких Воллес знову використовував геодетичні просторові конструкції, що забезпечували раціональніший розподіл навантажень у силових елементах конструкції. Вони відмінно зарекомендували себе в бойових умовах завдяки своїй міцності, легкості та компактності. Однак перехід на таку технологію виробництва літаків вимагав масштабної перебудови виробничого процесу, тому жодна інша авіабудівна компанія не змогла впровадити геодетичні конструктивні елементи у свої літаки.

### Створення бомб
З початком Другої світової війни Волліс вважав за необхідне здійснювати стратегічне бомбардування Німеччини, з метою позбавити противника здатності вести далі бойові дії. Свої ідеї він виклав у праці «Замітка про спосіб нападу на країни Осі» (англ. «A Note on a Method of Attacking the Axis Powers»). У цій праці він, зокрема зазначив щодо електростанцій:

«У випадку їх знищення чи виведення з ладу в нас з'явиться можливість повністю позбавити противника засобів ведення війни»

Воллісу належить ідея сейсмічної бомби, здатної руйнувати укріплені об'єкти, у тому числі підземні. За розрахунками Волліса, вага такої бомби повинна була сягати близько 10 тонн, і скидати її слід було з висоти близько 12 км. Ця вимога набагато перевершувала можливості бомбардувальників того часу, тому Волліс став розробляти проєкт спеціального бомбардувальника — «Victory Bomber».

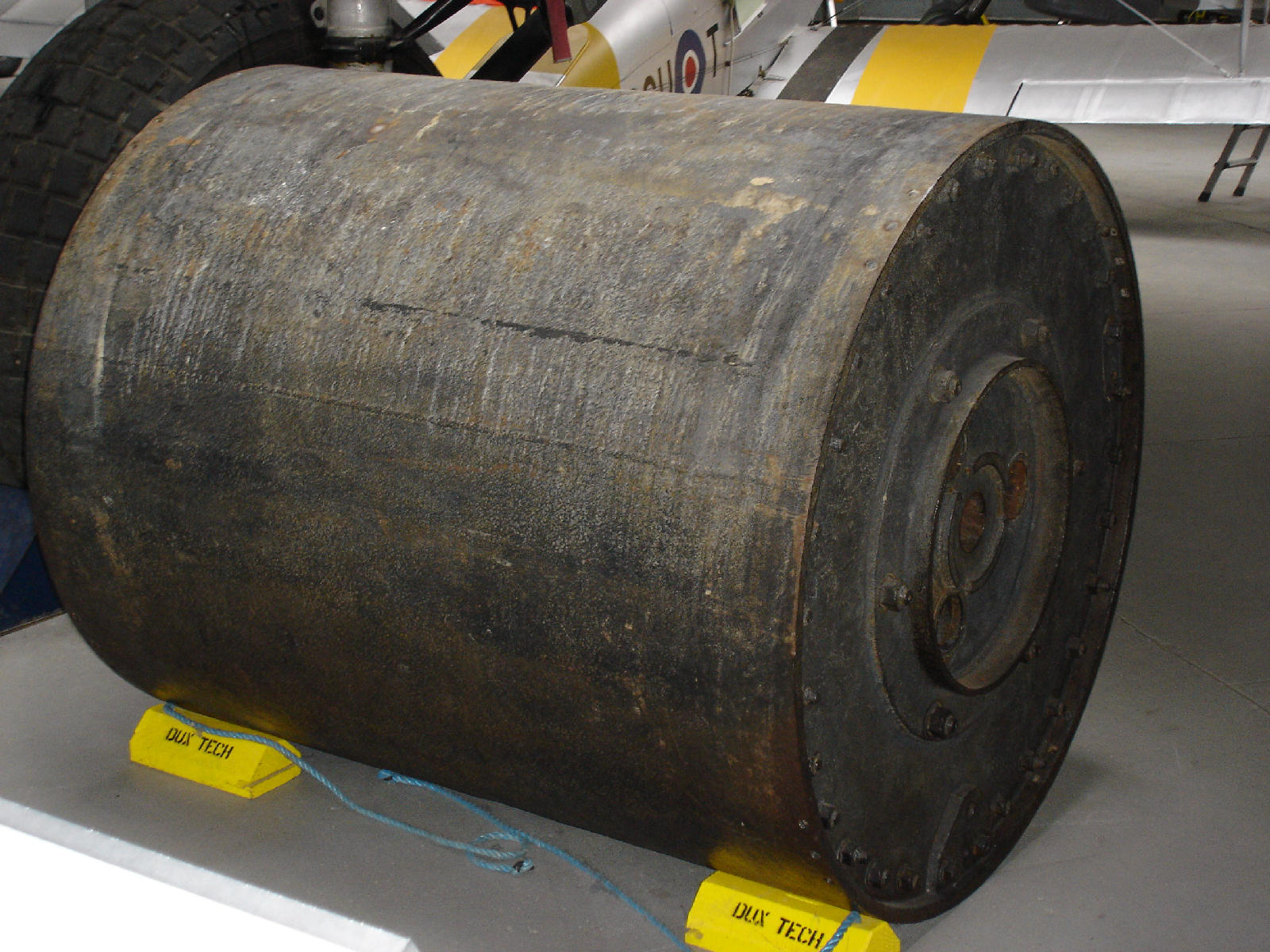
Стрибуча бомба в музеї в Даксфорді

У наступній своїй науковій праці — «Сферична бомба — поверхнева торпеда» (англ. «Spherical Bomb — Surface Torpedo»), опублікованій у 1942 році, Волліс запропонував більш реальну зброю — стрибучу бомбу, здатну долати протиторпедні сітки й уражати захищені ними об'єкти. Після скидання така бомба скакала по поверхні води, як плоский камінець. Через деякий час бомба втрачала швидкість і занурювалась у воду, де на певній глибині спрацьовував вибуховий пристрій. Стрибучі бомби були успішно використані під час нальоту на гідроелектростанції у Рурському басейні.
Після успіху стрибаючих бомб репутація Уоллеса у військових колах зміцнилася і він отримав можливість втілити у життя ідею сейсмічної бомби. Спочатку була розроблена 6-тонна бомба «Tallboy», а потім і 10-тонна «Grand Slam». Нові бомби підтвердили правильність розрахунків Уоллеса: проникаючи на значну глибину в товщу землі, вони дозволили ефективно руйнувати об'єкти, недоступні для звичайних бомб: укріплені пускові майданчики ракет ФАУ-2, бункери підводних човнів та інші укріплені та підземні об'єкти. Сейсмічні бомби Волліса успішно застосовувались також проти великих об'єктів транспортної інфраструктури — мостів, віадуків і тунелів. За допомогою бомб «Tallboy» затоплено лінкор «Тірпіц» (12 листопада 1944 року) і серйозно ушкоджено важкий крейсер «Лютцов» (квітень 1945 року).

### Розробка реактивних літаків

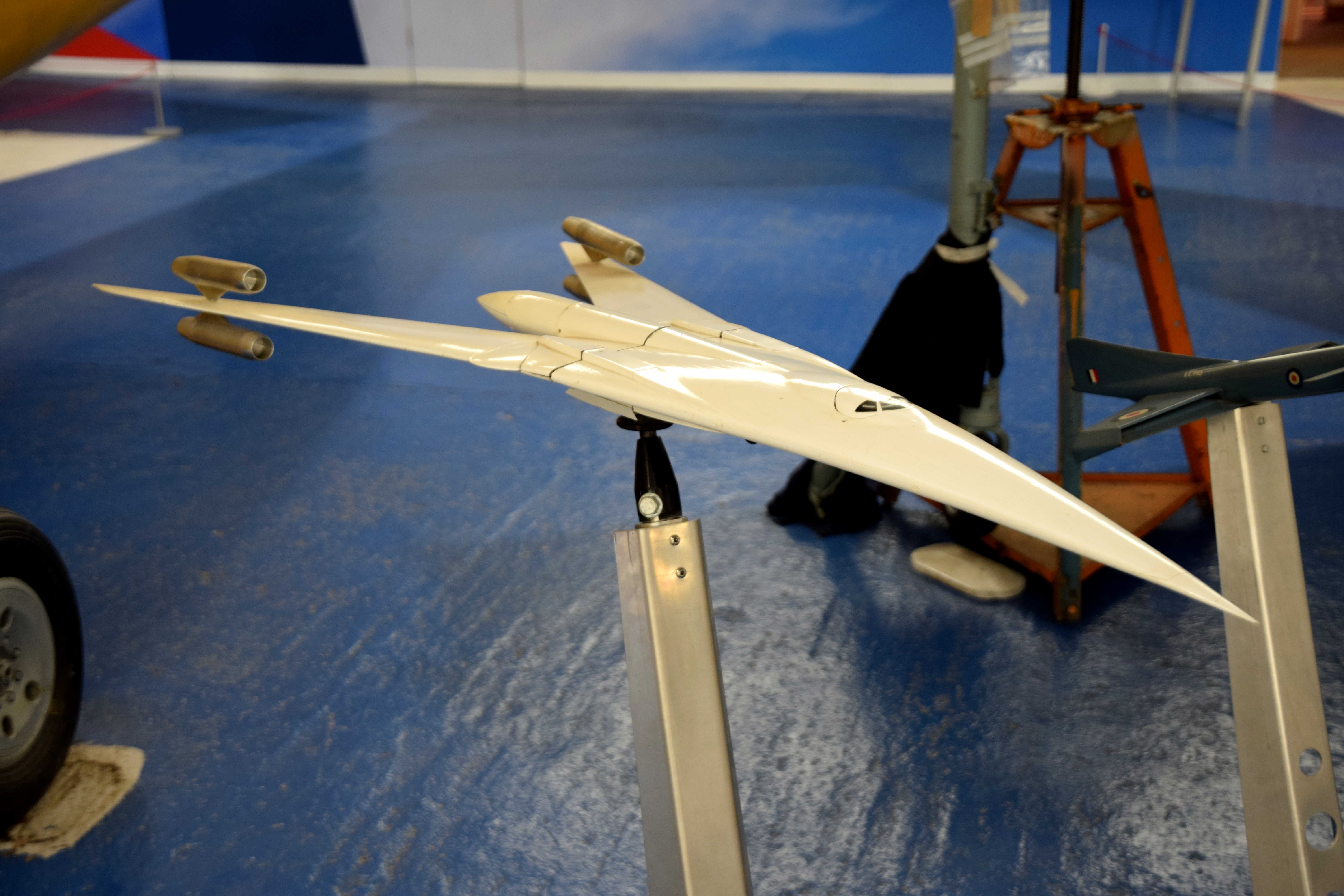
Модель прототипу «Swallow» в експозиції

Барнс Волліс також зробив значний внесок у створення літаків зі змінною стріловидністю крила, хоча й не він був автором цієї концепції. Розрахунки та аеродинамічні випробування моделей таких літаків показали перспективність такої схеми. У 1950-х роках після низки невдач Волліс створив прототип «Swallow», який міг бути адаптований і для військових, і для цивільних цілей. Однак, за вказівкою британського уряду, компанія «Vickers» передала всі матеріали по літаках зі змінною стріловидністю крила уряду США. Замість цього вирішено розвивати проєкти «BAC TSR-2» і «Конкорд». Волліс дуже критично ставився до «BAC TSR-2», хоч у розробці цієї машини брав участь один з його синів. До середини 1960-х років проєкт «BAC TSR-2» згорнули, а замість нього ухвалили закупити у США літаки «General Dynamics F-111 Aardvark». За іронією долі, «F-111» використовував крила зі змінною стріловидністю, що ґрунтувались на розробках Волліса. Однак це замовлення також згодом анулювали.
З початку 1960-х років і до самого виходу на пенсію Волліс працював над створенням «всешвидкісного» літака, який однаково добре проявляв себе і на дозвукових, і на надзвукових швидкостях.

### Інші розробки
У 1950-х роках Волліс розробив експериментальну ракетну торпеду під кодовою назвою HEYDAY. Вона живилася стисненим повітрям і перекисом водню високої концентрації (англ. High-test peroxide, HTP) nf мала незвичайну обтічну форму, призначену для підтримки ламінарного потоку на більшій частині її довжини. Випробування проводилися з Портлендського хвилерізу в Дорсеті. Єдиний збережений екземпляр виставлений у Музеї вогнепальної зброї ВМФ в Госпорті.

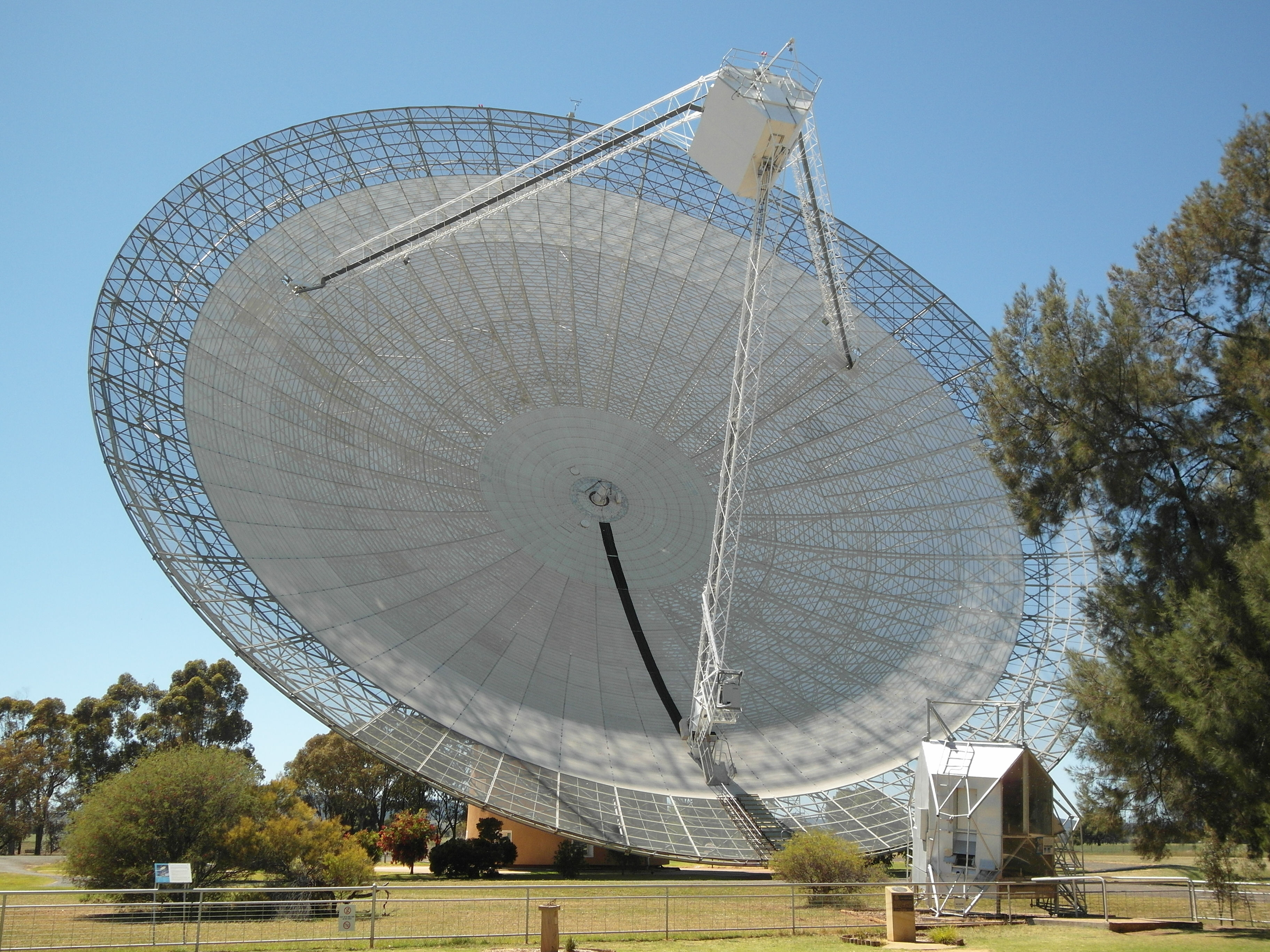
64-метровий радіотелескоп Паркс

У 1955 році Волліс погодився виступити консультантом проєкту будівництва радіотелескопа Паркса в Австралії. Деякі з ідей, які він запропонував, застосовані або тісно пов'язані з остаточним технічними рішеннями проєкту, включаючи ідею підтримки «тарілки» телескопа в її центрі, геодезичну структуру тарілки та головну екваторіальну систему керування. Однак, незадоволений ходом проєктування, Волліс покинув проєкт на півдорозі до завершення та відмовився прийняти гонорар консультанта в розмірі 1000 фунтів стерлінгів.
У 1960-х роках Волліс також запропонував використовувати великі вантажні підводні човни для транспортування нафти та інших вантажів, таким чином уникаючи поверхневих погодних умов. Крім того, згідно з розрахунками Волліса, вимоги до потужності для підводного судна були нижчими, ніж для порівнянного звичайного корабля, і його можна було змусити рухатися з набагато вищою швидкістю. Він також запропонував нову конструкцію корпуса, яка дозволила б досягти більших глибин, та встановлення на підводних човнах газотурбінних двигунів, що використовували б рідкий кисень. Зрештою ідеї Волліса щодо підводних човнів не викликали зацікавлення.
Наприкінці 1950-х Волліс прочитав лекцію під назвою «Сила Англії» в Ітонському коледжі, відтак і далі виголошував версії доповіді на початку 1970-х, представляючи новітні технології та автоматизацію як спосіб відновити домінування Великої Британії. Він відстоював ідею використання атомних вантажних підводних човнів як засобу захисту Британії від майбутніх ембарго та перетворення її на світову торговельну державу. Він скаржився на втрату першості у проєктуванні літаків на користь Сполучених Штатів та припускав, що Велика Британія могла б домінувати в авіаперевезеннях, розробивши невеликий надзвуковий авіалайнер, здатний здійснювати короткий зліт і посадку.

## Почесні звання та нагороди
У 1945 році він став членом Лондонського Королівського товариства, а 1968 року удостоєний лицарського статусу. У 1969 році отримав ступінь почесного доктора Університету Геріот-Ватта.
Барнс Волліс увійшов до списку «100 найвизначніших британців» за результатами голосування у британській теле- і радіопрограмі, яка вийшла в ефір у 2002 році на каналах «Бі-бі-сі» і присвяченій вибору ста найвизначніших особистостей в історії Великої Британії.

## Особисте життя
У квітні 1922 Барнс Волліс познайомився з Моллі Блоксхем на сімейному чаюванні. Їй було 17 років, а йому 35, і тому батько Моллі заборонив їм зустрічатися. Тим не менш, він дозволив Воллісу допомагати Моллі з математикою через листування. Листування склало близько 250 листів і поступово відхилилося від математичних тем і перейшло на особисті. Волліс зробив пропозицію Моллі в день її двадцятиріччя. Вони одружилися 23 квітня 1925 і прожили разом 54 роки до самої смерті Волліса. У них було четверо дітей — Барнс (1926—2008), Мері (1927—2019), Елізабет (нар. 1933) і Крістофер (1935—2006) — а також усиновили дітей сестри Моллі Джона та Роберта Маккорміків, коли їхні батьки загинули під час повітряного нальоту у війну.